# Neil Gehrels Swift Observatory
O Neil Gehrels Swift Observatory, anteriormente chamado de Swift Gamma-Ray Burst Mission, é um observatório espacial da NASA designado para detectar erupções de raios gama (gamma-ray bursts, em inglês, abreviado como GRBs). O satélite foi lançado em 20 de novembro de 2004 a bordo de um foguete Delta II lançado da Estação de Cabo Canaveral. A missão era liderada pelo astrofísico Neil Gehrels, do Goddard Space Flight Center, até o seu falecimento em fevereiro de 2017. Em janeiro de 2018, a NASA renomeou o observatório, designado até então de "Swift Gamma-Ray Burst Mission", para "Neil Gehrels Swift Observatory", em homenagem ao astrofísico.
A missão é uma parceria entre Goddard e um consórcio internacional formado pela NASA, Particle Physics and Astronomy Research Council britânico e pela Agência Espacial Italiana. Além disso, a missão é operada pela Universidade Estadual da Pensilvânia, e faz parte do programa Medium Explorers (MIDEX), parte do Programa Explorer.

## Visão Geral
O Swift é um observatório espacial multiespectral dedicado ao estudo das erupções de raios gama. Seus três principais instrumentos operam em conjunto para observar as erupções e seus brilhos residuais nos espectros gama, X, ultravioleta e visível.
O satélite escaneia continuamente várias áreas do espaço com o BAT, utilizando de forma autônoma suas rodas de reação para direcionar-se a possíveis erupções. O nome "Swift" não é um acrônimo relacionado a missão, mas sim a sua agilidade e rápida rotação, lembrando um andorinhão (swift, em inglês).
Todas as descobertas do Swift são transmitidas à Terra, e esses dados estão disponíveis para outros observatórios terrestres que se juntam a missão. No intervalo entre as erupções, o satélite está disponível para realizar outras pesquisas científicas, e cientistas de universidades e outras organizações podem enviar propostas para observações.

O Swift Mission Operation Center (abreviado como MOC), local de onde os comandos são enviados ao observatório, está localizado em State College, no estado americano da Pensilvânia, sendo operado pela Universidade Estadual da Pensilvânia em conjunto com empresas subcontratadas. A principal estação de rastreamento do satélite é o Centro espacial Luigi Broglio, próximo a Melinde, na costa leste do Quênia, é é operado pela Agência Espacial Italiana. A missão possui ainda duas centrais de armazenamento de dados (Swift Science Data Center, abreviado como SDC), sendo uma delas localizada no Goddard Space Flight Center em Washington, D.C., e outra na Universidade de Leicester, localizada na cidade de Leicester, no Reino Unido.